# Paul Yonnet
Pour les articles homonymes, voir Yonnet.
Paul Yonnet, né le 14 janvier 1948 à Paris et mort le 19 août 2011 à Villejuif, est un sociologue et essayiste français, spécialiste du sport, des loisirs et de la mode.
Il a travaillé également au sein de l'Union nationale des associations familiales (UNAF).

## Biographie

### Études
Paul Yonnet fait des études de sociologie à l'université de Caen et appartient à cette génération qui s’est partiellement engagée en faveur du mouvement contestataire de Mai 68. À Caen, il rencontre Alain Caillé, alors jeune maître assistant, et surtout Marcel Gauchet et Jean-Pierre Le Goff, avec lesquels il constitue un petit cercle d'étudiants critiques marqué à la fois par l'anarcho-situationnisme et l'enseignement de Claude Lefort. Il est cependant l'un des premiers à comprendre que cette révolte allait engendrer un nouveau conformisme.
À l'âge de 20 ans, il survit à un cancer.

### Travaux
Bien que possédant de nombreux titres académiques, il se méfie du milieu parisien et universitaire et de son entre-soi. Pratiquant le sport, spécialiste du rock, il rassemble ses premiers écrits dans « Jeux, modes et masses. La société française et le moderne 1945-1985 », publié dans Le Débat, qui reçoit un bon accueil.
En 1993, son Voyage au centre du malaise français : l'antiracisme et le roman national lui vaut des critiques, notamment du journaliste Laurent Joffrin du Nouvel Observateur, qui l'accuse d'être « l'allié objectif de Le Pen ». Il y analyse les risques de fractures engendrées par l'antiracisme des années 1980, à force d'exacerbation des identités. Il déplore également la réduction du roman national à la Seconde Guerre mondiale et aux problèmes d'intégration que cela peut poser.
Il a écrit de nombreux articles dans la revue Le Débat. Connu pour ses interventions critiques sur les idéologies politiques contemporaines, ses propos sur certains sujets (notamment la dégradation de l'école, l'invasion du marché, l'hypocrisie des discours « droits de l'hommistes ») ont parfois suscité la controverse.
Les travaux de Yonnet articulent des savoirs appartenant à de nombreuses disciplines (psychologie, sociologie, anthropologie, histoire) tout en gardant l'esprit critique vis-à-vis de la méthode sociologique et du réductionnisme anthropologique qui la sous-tend.

### Décès
Il meurt des suites d'un lymphome de Hodgkin en 2011. Au cimetière d'Agon-Coutainville figure sur sa tombe cette épitaphe : Gaudium veritatis (« La joie de la vérité »).

## Publications

### Sous son nom
- Jeux, modes et masses, Paris, Gallimard, coll. Bibliothèque des Sciences humaines, NRF, 1985
  - Le jogging, l'endurance, le « look »[7].
- « Sur la crise du lien national », Le Débat, n° 75, mai-août 1993, pages 132-144
- Voyage au centre du malaise français. L'antiracisme et le roman national, Paris, Gallimard, 1993, coll. « Le Débat » ; rééd. 2022, L'Artilleur
  - Analyse du mouvement anti-raciste, en particulier du groupe SOS Racisme.
- Systèmes des sports, Paris, Gallimard, coll. Bibliothèque des Sciences humaines, NRF, 1998
- Travail, loisir, temps libre et lien social, Paris, Gallimard, coll. Bibliothèque des Sciences humaines, NRF, 1999
- François Mitterrand le Phénix, Paris, Éditions de Fallois, coll. Essais, 2003
  - Ce livre est écrit en juillet 1996, mais Yonnet le garde sous main plus de six ans avant de le sortir (certains fragments seront publiés dans la revue Le Débat).
- La Montagne et la mort, Paris, éditions de Fallois, 2003
  - L'histoire de l'alpinisme à partir de la question du risque de la mort.
- Huit leçons sur le sport, Paris, Gallimard, coll. Bibliothèque des Sciences humaines, NRF, 2004
  - Yonnet constate la place grandissante du sport dans une société des loisirs où la télévision occupe de plus en plus de temps. Il tente ensuite de répondre à de nombreuses questions. (« Le sport joue un rôle autrefois tenu par l'Église, l'armée et le travail. »)
- Famille. Tome I : Le Recul de la mort ; l'avènement de l'individu contemporain, Paris, Gallimard, 2006  (ISBN 2-07-075399-9)
  - Premier volume d'un ensemble intitulé «Famille». Yonnet y analyse la place de l'enfant et de l'adolescent, et annonce, pour le deuxième volume, une étude des changements intervenus dans l'existence des femmes.
- Le Testament de Céline, Paris, Éditions de Fallois, 2009  (ISBN 978-2-87706-678-5)
- Une main en trop : Mesures et démesure : un état du football suivi de Football, les paradoxes de l'identité et de Sport et sacré, Paris, éditions de Fallois, 2010
- Regards sur le sport, collectif, dirigé par Benjamin Pichery et François L'Yvonnet, Le Pommier/INSEP, 2010, 256 p.  (ISBN 9782746504844)
- Zone de mort, Paris, Stock, 2017, 200 p. (posthume)

### Jean-Michel Adventus
Sous le pseudonyme de Jean-Michel Adventus il a publié deux ouvrages aux éditions Bartillat :
- L.D.T. (leçons des ténèbres pour le repos des petites souris), 2001
- Adulesco ou la maladie de la vie, 2002

Bien qu’ils soient étiquetés « romans », ces livres sont plutôt des autobiographies intellectuelles et morales qui permettent de mieux comprendre leur auteur : « Toutes les autobiographies sont du roman et c’est pourquoi on écrit des romans ».

## Filmographie
- Regards sur le sport : Paul Yonnet, sociologue, en compagnie de François L'Yvonnet, film réalisé par Benjamin Pichery, INSEP, Paris, 2009, 135 min

### Articles, textes, conférences
- « Pourquoi les enfants font la loi », entretien paru dans L'Express
- « Qu’est-ce qui fait encore autorité ? Ou en est-on de la morale ? », texte de Paul Yonnet sur le site de l'UNAF
- « L'avènement de l'enfant, du XVIIIe siècle à nos jours », conférence de Paul Yonnet à la Cité des sciences et de l'industrie le 19 décembre 2007